# Sociotope
 (juin 2012).
Un sociotope est un concept théorique utilisé par la sociologie, la psychologie et l’anthropologie.

## Définition
Un sociotope désigne un espace déterminé qui présente des caractéristiques homogènes au regard de ses valeurs d'usage et ses significations sociales. Le sociotope peut être décrit comme étant à la fois la vie sociale, l'usage et la signification d'un lieu (en grec : "topos"), dans une culture ou un groupe humain spécifique (en latin : "socio"). On peut établir un parallèle entre la notion de sociotope, qui s'intéresse à l'usage de l'espace par les gens, et celle de biotope, qui décrit les lieux de vie (au sens étymologique) des espèces animales et végétales.

## Utilisation
Le terme de sociotope est utilisé dans différents domaines :
- en anthropologie et en sociologie : il est utilisé de longue date en Allemagne, par exemple par l'historien Hasso Spode en 1994 et par l'anthropologue Elisabeth Katching-Fasch en 1998 pour décrire "la ville comme sociotope"
- en psychologie : le psychologue suédois Lars Dencik l'a utilisé en 1989 pour décrire les réseaux sociaux des enfants
- en critique littéraire : il a été employé en France en 2009 dans le cadre d'un séminaire sur "Balzac et l'homme social"[2]

Ce terme est également utilisé dans le domaine de l'aménagement urbain. La première cartographie des sociotopes a été réalisée en 2000 sur le territoire de Stockholm par l'architecte-paysagiste Alexander Ståhle au sein des services de l'urbanisme de la ville de Stockholm. Cette carte montre de quelles manières les espaces ouverts du territoire sont utilisés et vécus par les habitants ; elle est utilisée comme outil de planification urbaine ainsi que comme aide à la décision dans différents domaines de l'aménagement (politiques d'espaces verts, études d'impact de projets d'infrastructures...).
Depuis 2000, la notion de sociotope a été mise en œuvre dans de nombreuses communes de Suède telles que Göteborg, Uppsala ou Malmö, dans le cadre de la méthode des sociotopes. Celle-ci est définie par le Manuel des sociotopes, qui a été réalisé par Alexander Ståhle et Anders Sandberg à partir de l'expérience de Stockholm. Le document référencé ici est la traduction de cet ouvrage, diffusée par l'agence d'urbanisme du Pays de Lorient.
Depuis 2010, la méthode des sociotopes est en voie d'introduction en France, à partir notamment du pays de Lorient et de la commune de Plœmeur où une mise en œuvre en grandeur réelle ainsi que des travaux universitaires sur les sociotopes ont été conduits.